# Авранш (кантон)
Авранш (фр. Avranches) — кантон во Франции, находится в регионе Нормандия, департамент Манш. Входит в состав округа Авранш.

## История
До 2015 года в состав кантона входили коммуны Авранш, Вен, Ла-Гоаньер, Ла-Гожфруа, Ле-Валь-Сен-Пер, Марсе-ле-Греф, Пон, Понтобо,  Сен-Брис, Сен-Жан-де-ла-Эз, Сен-Луп, Сен-Мартен-де-Шан, Сен-Сенье-су-Авранш, Сент-Овен и Шавуа.
В результате реформы 2015 года  состав кантона был изменен. В его составе осталось только семь из пятнадцати коммун, остальные перешли в кантоны Изиньи-ле-Бюа и Понторсон; вместо них в состав кантона были включены коммуны упраздненного кантона Сартийи.
С 1 января 2016 года состав кантона изменился: коммуна Плом вошла в состав новой коммуны Ле-Парк, коммуны Анже, Монвирон, Сартийи и Шампсе с коммуной Ла-Рошель-Норманд кантона Бреаль образовали новую коммуну Сартийи-Бе-Бокаж.
1 января 2019 года коммуна Сен-Мартен-де-Шан вошла в состав коммуны Авранш, оставшись частью кантона Изиньи-ле-Бюа.

## Состав кантона с 1 января 2019 года
В состав кантона входят коммуны (население по данным Национального института статистики за 2018 г.):
- Авранш (7 884 чел., без ассоциированной коммуны Сен-Мартен-де-Шан)
- Басийи (951 чел.)
- Вен (733 чел.)
- Драже-Ронтон[2] (814 чел.)
- Жене (441 чел.)
- Жюллувиль (2 338 чел.)
- Кароль (747 чел.)
- Ле-Парк (916 чел.)
- Лолиф (574 чел.)
- Марсе-ле-Греф (1 291 чел.)
- Пон (668 чел.)
- Сартийи-Бе-Бокаж (2 813 чел.)
- Сен-Жан-де-ла-Эз (523 чел.)
- Сен-Жан-ле-Тома (378 чел.)
- Сен-Пьер-Ланже (611 чел.)
- Шавуа (129 чел.)
- Шампо (355 чел.)

## Политика
На президентских выборах 2022 г. жители кантона отдали в 1-м туре Эмманюэлю Макрону 35,9 % голосов против 19,6 % у Марин Ле Пен и 16,9 % у Жана-Люка Меланшона; во 2-м туре в кантоне победил Макрон, получивший 65,9 % голосов. (2017 год. 1 тур: Франсуа Фийон – 26,8 %, Эмманюэль Макрон – 26,6 %, Марин Ле Пен – 15,8 %, Жан-Люк Меланшон – 15,3 %; 2 тур: Макрон – 73,3 %. 2012 год. 1 тур: Николя Саркози — 32,4 %, Франсуа Олланд — 25,1 %, Марин Ле Пен — 13,9 %; 2 тур: Саркози — 53,6 %).
С 2015 года кантон в Совете департамента Манш представляют мэр коммуны Жене Катрин Брюно-Рин (Catherine Brunaud-Rhyn) и Антуан Делоне (Antoine Delaunay) (оба — Республиканцы).
|                | Кандидаты                      | Партия                   | Первый тур | Первый тур     | Второй тур | Второй тур |
| Кол-во голосов | Кандидаты                      | Партия                   | % голосов  | Кол-во голосов | % голосов  |            |
| -------------- | ------------------------------ | ------------------------ | ---------- | -------------- | ---------- | ---------- |
|                | Катрин Брюно-Рин Антуан Делоне | Правый блок              | 2 339      | 40,16          | 3 051      | 54,71      |
|                | Флоранс Гранде Кристиан Коссек | Разные центристы         | 1 829      | 31,40          | 2 526      | 45,29      |
|                | Бернар Аллен Мишель Дегранж    | Национальное объединение | 894        | 15,35          |            |            |
|                | Кларисса Лекюр Виктор Маэс     | Разные левые             | 565        | 9,70           |            |            |
|                | Пегги Диру Иван Тукет          | Желтые жилеты            | 197        | 3,38           |            |            |

|                | Кандидаты                      | Партия                    | Первый тур | Первый тур     | Второй тур | Второй тур |
| Кол-во голосов | Кандидаты                      | Партия                    | % голосов  | Кол-во голосов | % голосов  |            |
| -------------- | ------------------------------ | ------------------------- | ---------- | -------------- | ---------- | ---------- |
|                | Катрин Брюно-Рин Антуан Делоне | Союз за народное движение | 3 108      | 41,03          | 3 923      | 58,45      |
|                | Флоранс Гранде Кристиан Коссек | Разные правые             | 2 036      | 26,88          | 2 789      | 41,55      |
|                | Даниэль Барт Жерар Гене        | Национальный фронт        | 1 630      | 21,52          |            |            |
|                | Люк Дарден Марилин Пишон       | Левый фронт               | 801        | 10,57          |            |            |